# Едуардо Роберто Стінген
Едуардо Роберто Стінген (порт. Eduardo Roberto Stinghen), більш відомий як Аду (порт. Ado), нар. 4 липня 1944, Жарагуа-ду-Сул) — бразильський футболіст, що грав на позиції воротаря.
Виступав, зокрема, за «Корінтіанс», «Атлетіко Мінейру» і «Сантус», а також національну збірну Бразилії. У складі збірної — чемпіон світу.

## Клубна кар'єра
Едуардо народився 4 липня 1944 року в родині італійсько-німецького походження. Його батьками були Тереза Шмітт Стінген (Штінген) (порт. Teresa Schmitt Stinghen) і Жуліо Стінген (порт. Julio Stinghen). У 1951 році сім'я переїхала в місто Лондрину в північній частині штату Парана, де глава сім'ї став вчителем португальської мови в школі порт. Colégio Estadual «Vicente Rijo».
У Лондрині Едуардо Роберто почав навчання в школі-інтернаті Colégio Marista, де отримав гарну освіту, вивчаючи релігійні, наукові, культурні та суспільні дисципліни. Там же він захопився спортом, особливо футболом.
У 1964 році, коли в Бразилії відбулась революція і встановилась військова диктатура, Едуардо Роберто Стінген підписав свій перший професіональний контракт в 18-річному віці. Його першою командою стала «Лондрина». Успіхи молодого воротаря через 5 років були помічені одним з найсильніших клубів Бразилії, «Корінтіансом», який в ті роки увійшов в тривалу смугу без великих титулів (з 1966 по 1977 рік «Тімао» не виграв жодного трофея як на рівні штатів, так і на національному рівні).
На клубному рівні єдиним трофеєм для Аду став Кубок Гуанабара 1974 року, завойований ним разом з «Корінтіансом», хоча цей трофей не вважається значущим для бразильського футболу, оскільки є лише частиною єдиного турніру — чемпіонату штату Ріо (Ліга Каріока).
Після 1975 року Аду, як стали називати Стінгена вболівальники, перейшов в «Атлетіко Мінейру», після чого, до самого завершення кар'єри в 1982 році, міняв команди практично щороку. Багато в чому це обумовлено звичною для того десятиліття в Бразилії практикою, при якій футбольним агентам діставалася певна частина доходу при переході гравця в інший клуб, хоча і самому футболісту в 33-річному віці вже складно було конкурувати за місце в основі таких грандів, як «Корінтіанс», «Атлетіко Мінейру» і «Сантус».
Завершив ігрову кар'єру у команді «Брагантіно», за яку виступав протягом 1981—1982 років.

## Виступи за збірну
4 березня 1970 року дебютував в офіційних матчах у складі національної збірної Бразилії в товариській грі з Аргентиною (0:2).
У складі збірної був учасником чемпіонату світу 1970 року у Мексиці, здобувши того року титул чемпіона світу, хоча на тому турнірі всі матчі у воротах бразильців провів Фелікс Мієлі. Натомість того року Аду виходив на поле у двох інших іграх збірної — з Мексикою (2:1) та Болгарією (0:0), після чого за збірну в офіційних матчах більше не грав.

## Титули і досягнення
- Чемпіон світу (1): 1970

## Подальше життя
У 1980-ті роки, вже після закінчення кар'єри гравця, Аду відкрив дві футбольні школи-в районі Сан-Паулу Морумбі і в Алфавіллі, між Баруері і Сантана-ді-Парнаіба в агломерації Сан-Паулу.
У 2002 році Аду відвідав рідне місто Жарагуа-ду-Сул на запрошення низки культурних організацій (Асоціація художників, Історичний музей тощо) та адміністрації міста разом зі своєю матір'ю та родичами. Мер міста Ірінеу Пасолд відзначив внесок сім'ї Стінгенів і особисто Аду в культуру міста Жарагуа-ду-Сул. Художниця Арлет Шведлер (порт. Arlete Schwedler) вручила колишньому футболістові його портрет. На урочистій виставці були представлені художні, фото- і відеоматеріали, що показували основні етапи біографії Аду, також на верхньому поверсі музею міста був відкритий спеціальний куточок, присвячений чемпіону світу. Аду подякував жителям міста за надану честь і за те, що вони пам'ятають про нього і зазначив, що намагається підтримувати зв'язок зі своїми родичами і знайомими в цьому місті навіть через багато років після переїзду.
Зараз Аду живе в Брукліні — районі Сан-Паулу, де володіє своїми двома футбольними школами.